# Березанська селищна територіальна громада
Березанська селищна територіальна громада — територіальна громада в Україні, в Миколаївському районі Миколаївської області. Адміністративний центр — селище Березанка.
Площа громади — 443,77 км², населення — 8696 мешканців (2018). Населення станом на 2024 рік — 13492 мешканців.
Утворена 11 серпня 2017 року шляхом об'єднання: Березанської селищної ради та Василівської, Калинівської, Лиманівської, Матіясівської сільських рад Березанського району.

## Населені пункти
До складу громади входять 4 селища (Березанка, Крутоярка, Елеваторне (Василівський старостинський округ), Елеваторне (Матіясівський старостинський округ)) та 31 село: Андрієво-Зорине, Андріївка, Богданівка, Василівка, Вікторівка, Ганнівка, Дмитрівка, Єлизаветівка, Журівка, Калабатине, Калинівка, Комісарівка, Красне, Краснопілля, Лимани, Лиманське, Люблине, Малахове, Марківка, Матіясове, Михайлівка, Новоселівка, Олександрівка, Попільне, Прогресівка, Суходіл, Ташине, Червоний Поділ, Шмідтівка, Щасливе, Яблуня. 